# Alojzy Jarguz
Alojzy Jarguz, né le 19 mars 1934 à Rogozno et mort le 22 avril 2019, est un arbitre polonais de football. Il débuta en 1965 et fut arbitre international de 1975 à 1984.

## Carrière
Il a officié dans des compétitions majeures : 
- Coupe de Pologne de football 1975-1976 (finale)
- Coupe du monde de football de 1978 (1 match)
- Coupe de Pologne de football 1978-1979 (finale)
- Coupe du monde de football des moins de 20 ans 1979 (1 match)
- Coupe de Pologne de football 1980-1981 (finale)
- Coupe du monde de football des moins de 20 ans 1981 (1 match)
- Coupe du monde de football de 1982 (1 match)